# Henk en Ingrid
Henk en Ingrid vormen een fictief Nederlands stel als archetype, dat wordt aangehaald in de politieke communicatie van en over de Nederlandse politicus Geert Wilders.

## Omschrijving
Volgens De Telegraaf en RTL 4 wonen "Henk en Ingrid" in een koophuis in een Vinex-wijk. Ze hebben twee schoolgaande kinderen, een modaal inkomen en allebei een baan. Ze maken regelmatig gebruik van hun auto. Ze stemden volgens Geert Wilders zelf ooit op de PvdA en GroenLinks, maar nu op de PVV.

## Situering
Toen Geert Wilders in april 2010 namens de Partij voor de Vrijheid zijn politieke programma presenteerde, stelde hij dat zijn partij het opneemt voor "Henk en Ingrid, de doorsnee Nederlanders". De PVV zou zich ook expliciet tijdens de verkiezingen richten op "Henk en Ingrid". "Henk en Ingrid" vrezen dat ze minder kansen krijgen dan allochtonen en dat zij moeten opdraaien voor de economische crisis. Ook beloofde Wilders dat hun pensioenleeftijd niet zal worden verhoogd.
Eerder had Wilders het over "Henk en Anja". Toen stelde hij in een debat met Wouter Bos dat "Henk en Anja" zouden betalen voor "Ahmed en Fatima". Toen Wilders Henk en Ingrid aanhaalde in een debat in de Tweede Kamer vroeg Mariëtte Hamer waar Anja was gebleven.

## Publieke aandacht
De aandacht voor "Henk en Ingrid" groeide. In verschillende kranten namen mensen die echt Henk en Ingrid heetten afstand van de PVV. Een stel dat echt Henk en Ingrid heette maakte een vlog over de energietransitie: "Henk en Ingrid van Gas Los". Ook boden de Amerikaanse moslimcabaretiers Allah Made Me Funny aan dat iedereen die Henk of Ingrid heet gratis hun voorstellingen kon bezoeken. In de media werd de vergelijking getrokken met Joe the Plumber uit de Amerikaanse verkiezingscampagne van 2008.
Op 5 juli 2012 overleed een 64-jarige Turks-Nederlandse man aan de verwondingen die hij had opgelopen tijdens een burenruzie in Almelo. Als verdachte werd het echtpaar Henk (61) en Ingrid (59) van der W. aangemerkt, die er volgens buurtgenoten geen geheim van maakten een hekel te hebben aan Turken. Op diverse weblogs werd gewezen op deze ironische toevalligheid. In september 2012 stelde de officier van justitie ter zitting dat er in dit incident geen sprake was van racisme. Op diverse weblogs werd hierop zowel de voorbarigheid van de racismeclaim als de tendentieuze link met de PVV bekritiseerd.
Henk en Ingrid zijn daarnaast vaker onderwerp van satire. Zo werd in een uitzending van Koefnoen het overlijden van Henk en Ingrid aangekondigd. Cabaretier Jan Jaap van der Wal haalde in een voorstelling dit lemma aan om vervolgens uit te leggen dat er maar één huis in een Vinex-wijk is dat met een modaal inkomen betaald zou kunnen worden: Vlierbes 8 in de wijk Passewaay in Tiel, en dat het Haagse beleid daarmee gebaseerd is op een unieke situatie. Ook is er een op Loesje lijkend initiatief, waar Henk en Ingrid grappig bedoelde teksten in de mond worden gelegd.